# Karel Martel
Karel Martel (688? – 16. či 22. října 741) byl franský vévoda, princ, válečník a od roku 718 až do své smrti majordomus Austrasie, Neustrie a faktický vládce Franské říše. Byl synem Pipina II. Prostředního a jeho milenky, šlechtičny Alpaidy. Úspěšně prosadil své nároky na úřad majordoma, z něhož ovládal politiku ve Franské říši. Pokračoval v politice svého otce, obnovil centralizovanou vládu v říši a zahájil sérii vojenských tažení, která znovu ustanovila Franky jako nesporné pány Galie. Podle téměř současného zdroje Liber Historiae Francorum byl Karel Martel „bojovník, který byl neobyčejně účinný v bitvě“.
Dosáhl velmi významného vítězství v bitvě u Tours, kterým zastavil umajjovskou invazi do Akvitánie v době, kdy Umajjovský chalífát ovládal většinu Pyrenejského poloostrova. Vedle jeho vojenských tažení mu byla tradičně připisována klíčová role ve vývoji franského systému feudalismu. Na konci své vlády rozdělil říši mezi své syny Karlomana a Pipina III., který se stal prvním králem karolínské dynastie. Karlův vnuk Karel Veliký ovládané území Franky ještě rozšířil a stal se na západě prvním císařem říše římské od pádu starověkého Říma.

## Životopis
Karel, v pozdějších kronikách přezdívaný „Martel“ (ve staré francouzštině slovo martel znamená kladivo), byl nemanželským synem Pipina II. Prostředního a jeho milenky Alpaidy, která mohla být jeho druhou manželkou. Měl bratra Childebranda, který se později stal franským vévodou v Burgundsku.
Ve starší historiografii bylo běžné popisovat Karla Martela jako nelegitimního, ale rozdíl mezi manželkou a konkubínou nebyl ve Franské říši v 8. století tak zřetelný, tudíž je spíše pravděpodobné, že obvinění z nelegitimnosti pochází od Plektrudy, první Pipinovy manželky, která chtěla ze svých potomků učinit dědice Pipinovy moci.
Po vládě Dagoberta I. (629–639) Merovejci postoupili moc Pipinovcům, majordomům královských paláců, kteří de facto vládli franské říši. Kontrolovali královskou pokladnu, udělovali patronát a výsady jménem krále, který byl pouhou ovládanou loutkou. Karlův otec, Pipin II., dokázal sjednotit franskou říši tím, že dobyl Neustrii a Burgundsko. Zároveň byl prvním, kdo si říkal vévoda a kníže Franků, tento titul později převzal i Karel Martel.

### Boj o moc
Pipin II. ještě před svou smrtí v roce 714 na naléhání své manželky Plektrudy určil svým dědicem Theudoalda, svého vnuka jejich zesnulého syna Grimoalda. To bylo okamžitě napadeno austrasijskou opozicí, které se nelíbilo to, že Theudoald byl teprve osmileté dítě. Na jejich nátlak v roce 715 král Dagobert III. jmenoval majordomem Ragenfrida a vyhlásil politickou nezávislost. Pipinova smrt vyvolala otevřený konflikt mezi jeho dědici a neustrijskými šlechtici, kteří usilovali o politickou nezávislost na austrasijské kontrole. Napjatá situace mezi Ragenfridem a Theudoaldem vyústila v bitvu u Compiègne, v niž byl Theudoald poražen a z bitvy uprchl zpět do Kolína. Aby Karlovi zabránila využít těchto nepokojů v jeho prospěch, nechala ho Plektruda uvěznit v Kolíně nad Rýnem, ve městě, které mělo být jejím hlavním sídlem. To zabránilo povstání v Karlův prospěch v Austrasii, ale ne v Neustrii. Téhož roku král Dagobert III. zemřel a novým králem Neustrijci provolali Chilpericha II., do té doby ukrývajícího se v klášteře.

### Bitva u Kolína
V roce 716 Chilperich společně s Ragenfridem vedli armádu do austrasijského Kolína nad Rýnem s úmyslem zmocnit se pipinovského bohatství. Oba se ještě spojili s vojskem Radboda, krále Frísů a v bitvě nedaleko Kolína se střetli s Karlem Martelem, který byl stále v držení Plektrudy. Karel Martel měl velmi málo času na zformování armády a její přípravu, a tak výsledek bitvy byl brzy rozhodnutý. Frísové Karla Martela zadrželi, zatímco král Chilperich s Ragenfridem zadrželi Plektrudu. Aby se dostala ze zajetí, uznala Chilpericha franským králem a vzdala se královské pokladnice i nároku svého vnuka na post majordoma. Poté se Chilperich i Ragefrid stáhli. Bitva u Kolína byla jedinou bitvou, v niž byl Karel Martel poražen.

### Bitva u Amblève
Karel Martel po porážce u Kolína nad Rýnem shromáždil své příznivce v horách Eifelu. Mnoho mužů se k němu pravděpodobně přidalo, protože byl jediným přeživším dospělým mužem z rodu Pipinovců. Jeho síly pak v dubnu roku 716 v bitvě u Amblève zaútočily na vojsko Chilpericha II. a jeho spojence z předešlé bitvy u Kolína, když v poledne odpočívali na triumfální cestě domů. Využil taktiku předstíraného ústupu, aby nepřátelé vylákal z obranných pozic. Když se mu léčka vydařila, protivníky porazil. Podle Annales Mettenses priores byly ztráty, které způsobil svým nepřátelům, značné. Martelova reputace se díky této bitvě značně zvýšila a přilákala více žoldnéřů do jeho armády. Bitva u Amblève je považována za zlomový bod v jeho životě. Karel Martel zůstal neporažen až do své smrti o 25 let později.

### Bitva u Vincy
Historik Richard Gerberding poukazuje na to, že Karel Martel měl velkou část podpory pravděpodobně od příbuzných jeho matky v zemích kolem Lutychu. Po bitvě u Amblève získal podporu vlivného Willibrorda, zakladatele opatství Echternach, který většinu své misijní činnosti vykonával ve Frísku. Když se fríský Radbod přidal k Chilperichovi a Ragenfridovi, tak společně vyplenili Utrecht, vypálili kostely a zabili mnoho misionářů. Willibrord a jeho mniši byli nuceni uprchnout do Echternachu. Richard Gerberding se domnívá, že na základě těchto událostí se Willibrord rozhodl přiklonit se ke Karlovi Martelovi. Willibrord následně pokřtil Martelova syna Pipina III. Krátkého.
Na jaře příštího roku získal Karel Martel dostatečnou podporu k napadení Neustrie. Nejprve vyslal vyslance, který navrhl uzavření míru, pokud Chilperich II. uzná Karlovo právo na úřad majordoma královského paláce v Austrasii. Chilperichův zamítavý postoj posloužil k tomu, aby Martelovy síly zaútočily na Neustrii. Bitva u Vinci mezi Chilperichem II. a Karlem Martelem se odehrála poblíž Cambraie dne 21. března 717. Po vítězství Karla Martela, Chilperich i jeho majordom Ragenfrid z bojiště uprchli. Vítězný Karel Martel pronásledoval prchajícího Chilpericha a majordoma Ragenfrieda až do Paříže, ale věděl, že jeho síly na dobytí města nestačí a tak se obrátil ke Kolínu, kde se vypořádal s Plektrudou. Kolín dobyl a Plektrudiny přívržence rozehnal, samotné Plektrudě pak umožnil odejít do kláštera. Plektrudin vnuk Theudoald žil do roku 741 pod ochranou svého strýce Karla Martela, což byla velká laskavost, neobvyklá pro 8. století, kdy milosrdenství s bývalým věznitelem nebo potenciálním rivalem bylo vzácné.

### Bitva u Soissons
Karel Martel po tomto úspěchu prohlásil Chlothara IV. králem Austrasie v opozici vůči Chilperichovi. Sesadil Rigoberta, arcibiskupa z Remeše a nahradil ho Milem z Trevíru, jeho celoživotním podporovatelem. Po prohlášení Chlothara IV. králem se Chilperich spojil s Odonem Akvitánským a v roce 718 znovu vytáhl do boje proti Karlovi Martelovi, aby získal zpět moc v Austrasii. Oba protivníci se střetli v bitvě u Soissons, v niž Karel Martel Chilpericha i jeho spojence znovu porazil. Po bitvě Chilperich s Odonem Akvitánským uprchli na jih od Loiry, zatímco Ragenfrid uprchl do Angers. 

### Války 718–732
Mezi lety 718 a 732 si Karel Martel zajistil svou moc řadou vítězství. Poté, co sjednotil Franky, odhodlal se potrestat Sasy za napadení Austrasie. Koncem roku 718 zpustošil jejich území na březích řek Vezery, Lippe a Rúr. Nakonec je porazil v Teutoburském lese a jménem krále Chlothara IV. rozšířil tímto směrem franské území.
Chlothar IV. brzy zemřel a Odon krátce na to zradil Chilpericha výměnou za to, že mu Karel Martel uzná jeho titul vévody. Karel Martel nakonec uznal i Chilpericha králem Franků, ale vše jen ve svůj prospěch. Za všechna uznání získal legitimní královské potvrzení k úřadu majordoma nad všemi franskými královstvími, čímž se stal faktickým vládcem Franské říše.
Když fríský král Radbod v roce 719 zemřel, Karel Martel se bez velkého odporu zmocnil území Frísů, kteří se podrobili Frankům. Když v roce 721 zemřel Chilperich II., jmenoval jeho nástupcem Dagobertova syna, Theudericha IV., který byl ještě nezletilý a králem byl v letech 721 až 737. Karel nyní jmenoval franské krále, kterým údajně sloužil, ale nebyla to pravda, králové byli pouhé figurky (roi fainéant) v jeho moci. V následujících letech se znovu vzbouřili neustrijští šlechtici pod vedením Ragenfrida, který opustil hrabství Anjou. V roce 724 byli Karlem snadno poraženi. Ragenfrid, aby si udržel své hrabství, se vzdal svých synů jako rukojmích. Touto bitvou skončily občanské války Karlovy vlády.
Následujících šest let věnoval zajištění franské autority nad sousedními politickými skupinami. Mezi lety 720 a 723 bojoval v Bavorsku. Přinutil Alamany, aby ho doprovázeli a vévoda Hugbert se podřídil franské suverenitě. V roce 725 si přivezl princeznu Swanachildu z rodu Agilolfingu jako druhou manželku. V roce 725 a 728 znovu táhl do Bavorska. V roce 730 táhl proti Lantfridovi, vévodovi z Alemannie, kterého zabil v bitvě. Nejmenoval jeho nástupce, protože donutil Alamany kapitulovat před franskou suverenitou. Jižní Německo se tak opět stalo součástí franského království, stejně jako severní Německo během prvních let jeho vlády.

### Bitva u Tours
V roce 731, po porážce Sasů, obrátil Karel Martel svou pozornost k Akvitánii. Když překročil řeku Loiru, porušil smlouvu s vévodou Odonem Akvitánským, přičemž dvakrát vyplenil Akvitánii a dobyl Bourges. Pokračování Fredegarovy kroniky tvrdí, že Odo požádal o pomoc muslimské Umajjovce. Kronika z roku 754 zaznamenává, že v roce 721 Odo zvítězil v bitvě u Toulouse, zatímco Liber Pontificalis zaznamenává, že Odo zabil 375 000 Saracénů. Je pravděpodobnější, že tato invaze nebo nájezd proběhly jako pomsta za Odonovu podporu rebelského vůdce Berberů jménem Munuza. Po těchto událostech Umajjovci zamířili na sever a po několika menších bojích se blížili k bohatému městu Tours. V bitvě mezi Tours a Poitiers, ale byli poraženi vojsky Karla Martela. Frankové touto vítěznou bitvou zastavili islámskou expanzi do Evropy. Bitva je popsána v pokračování Fredegarovy kroniky. V arabských pramenech z tohoto období na tuto bitvu není kladen důraz.
Navzdory svému vítězství nezískal Karel plnou kontrolu nad Akvitánií a Odo zůstal vévodou až do roku 735.

### Války 732–737
V letech 732 až 735 Karel reorganizoval království Burgundska, nahradil hrabata a vévody svými věrnými příznivci, čímž posílil svou moc. V roce 734 byl donucen znovu napadnout nezávislé Frísko, kde nařídil zničit fríské pohanské svatyně a podmanit si obyvatelstvo. V roce 735 zemřel vévoda Odo Akvitánský. Ačkoli si Karel Martel přál vládnout Akvitánskému vévodství, aristokracie Akvitánie vévodou prohlásila Odonova syna Hunalda I. Akvitánského a tak Karel i Hunald vzájemně uznali své postavení.
V roce 737, na konci svého vojenského tažení v Provence a Septimánii, zemřel merovejský král Theuderich IV. Navzdory tomu se Karel Martel rozhodl nejmenovat nového krále a trůn zůstal až do Martelovy smrti neobsazen. Poslední čtyři roky Karlova života, byly relativně klidné, jen v roce 738 donutil vestfálské Sasy podřídit se a zaplatit tribut. V roce 739 zabránil povstání v Provence. Karel Martel využil relativního klidu k integraci odlehlých oblastí do franské říše. Zřídil čtyři diecéze v Bavorsku (Salcburk, Řezno, Freising a Pasov) a jmenoval Bonifáce arcibiskupem a metropolitou na všech územích východně od Rýna, se sídlem v Mohuči. Bonifác byl pod jeho ochranou od roku 723. V roce 739 prosil papež Řehoř III. Karla Martela o pomoc proti Liutprandovi, králi Lombardie, ale Karlovi se nechtělo bojovat s bývalým spojencem a tak prosbu ignoroval.

## Smrt
Karel Martel zemřel 22. října 741 v Quierzy-sur-Oise v dnešním departementu Aisne v oblasti Pikardie ve Francii. Byl pohřben v bazilice Saint Denis v Paříži. Jeho území byla rozdělena mezi jeho dospělé syny krátce před jeho smrtí. Karlomanovi dal Austrasii, Alemannii a Durynsko a Pipinovi věnoval Neustrii, Burgundsko, Provence a Mety a Trevír. Grifo získal několik zemí po celém království.

## Postava chansons de geste
Karel Martel vystupuje také ve starofrancouzských eposech (v tzv. chansons de geste). V písni s názvem Píseň o Girartovi de Roussillon (asi 1180) je tomu ale jen proto, že historické údaje jsou zde natolik deformované, že Karel Martel v písni nahradil Karla Velikého. V lotrinské písni Hervis de Metz (začátek 13. století) bojuje Karel Martel po boku svého vazala Hervise proti Saracénům.